# 15Y busz (Debrecen)

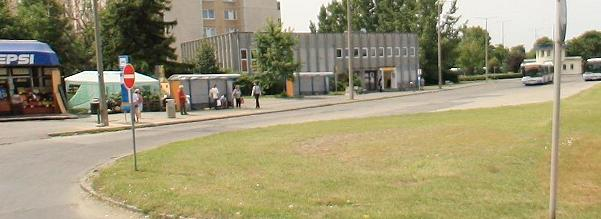
Doberdó utca régen

A debreceni 15Y jelzésű autóbusz a Doberdó utca és Bayk András utca között közlekedik. Útvonala során érinti a belvárost, a Debreceni Egyetem Agrártudományi épületeit, Kölcsey Központot, Tanítóképző Főiskolát, Debrecen Plázát, Fórum Debrecent és a Zsibogót. A 15Y buszon felül közlekednek 15-ös járatok is.
Jelenlegi menetrendje 2018. április 1-jétől érvényes.

## Története
A 2-es villamos átadásakor felmerült, hogy a 15Y busszal együtt az egész járatot megszüntetik, vagy csak a Széna tér - Segner tér között fog közlekedni, ám a Lencz telep tiltakozása miatt a buszok továbbra is a Doberdó utcáig járnak. A villamossal való párhuzamosság elkerülése miatt a buszok a Böszörményi úton haladnak. Érintik az Agrárt, de az Egyetem főépületét nem. Az is felmerült, hogy az Agrár érintése után a Bolyai utcán végighaladva elmegy az Egyetem főépülethez is, de a DKV egy rövidebb úton, annak érintése nélkül határozta meg az utat a Doberdó utcáig. Délen a Lahner utca helyett a Bayk András utcáig hosszabbították, de a hurok megszűnt.

## Útvonala
| Év        | Végállomások                    | Útvonal oda | Útvonal vissza |
| --------- | ------------------------------- | --- | --- |
| 2010-2011 | Doberdó utca – Diószegi út      | Kartács utca – Dóczy József utca – Egyetem tér – Bolyai utca – Thomas Mann utca – Nádor utca – Dózsa György utca – Csemete utca – Mester utca – Hunyadi utca – Rákóczi utca – Burgundia utca – Klaipeda utca – Szent Anna utca – Vágóhíd utca               | Vágóhíd utca – Szent Anna utca – Klaipeda utca – Burgundia utca – Rákóczi utca – Hunyadi utca – Mester utca – Csemete utca – Dózsa György utca – Nádor utca – Thomas Mann utca – Bolyai utca – Egyetem tér – Dóczy József utca – Kartács utca                                             |
| 2011-2013 | Doberdó utca – Lahner utca      | Kartács utca – Dóczy József utca – Egyetem tér – Bolyai utca – Thomas Mann utca – Nádor utca – Dózsa György utca – Csemete utca – Mester utca – Hunyadi utca – Rákóczi utca – Burgundia utca – Klaipeda utca – Szent Anna utca – Vágóhíd utca – Diószegi út | Létai út – Vámospércsi út – Hétvezér utca – Vágóhíd utca – Szent Anna utca – Klaipeda utca – Burgundia utca – Rákóczi utca – Hunyadi utca – Mester utca – Csemete utca – Dózsa György utca – Nádor utca – Thomas Mann utca – Bolyai utca – Egyetem tér – Dóczy József utca – Kartács utca |
| 2013      | Doberdó utca – Lahner utca      | Kartács utca – Dóczy József utca – Egyetem tér – Bolyai utca – Böszörményi út – Mester utca – Hunyadi utca – Rákóczi utca – Burgundia utca – Klaipeda utca – Szent Anna utca – Vágóhíd utca – Diószegi út                                                   | Létai út – Vámospércsi út – Hétvezér utca – Vágóhíd utca – Szent Anna utca – Klaipeda utca – Burgundia utca – Rákóczi utca – Hunyadi utca – Mester utca – Böszörményi út – Bolyai utca – Egyetem tér – Dóczy József utca – Kartács utca                                                   |
| 2013-2014 | Doberdó utca – Lahner utca      | Kartács utca – Dóczy József utca – Egyetem tér – Bolyai utca – Thomas Mann utca – Nádor utca – Dózsa György utca – Csemete utca – Mester utca – Hunyadi utca – Rákóczi utca – Burgundia utca – Klaipeda utca – Szent Anna utca – Vágóhíd utca – Diószegi út | Létai út – Vámospércsi út – Hétvezér utca – Vágóhíd utca – Szent Anna utca – Klaipeda utca – Burgundia utca – Rákóczi utca – Hunyadi utca – Mester utca – Csemete utca – Dózsa György utca – Nádor utca – Thomas Mann utca – Bolyai utca – Egyetem tér – Dóczy József utca – Kartács utca |
| 2014-től  | Doberdó utca – Bayk András utca | Böszörményi út – Mester utca – Hunyadi utca – Rákóczi utca – Burgundia utca – Klaipeda utca – Szent Anna utca – Vágóhíd utca – Diószegi út – Lahner utca – Létai út                                                                                         | Létai út – Lahner utca – Diószegi út – Vágóhíd utca – Szent Anna utca – Klaipeda utca – Burgundia utca – Rákóczi utca – Hunyadi utca – Mester utca – Böszörményi út |

## Megállóhelyei
| 0  | Doberdó utca végállomás                       | 33 | 2 10, 10A, 10Y, 11, 15, 22, 23, 23Y, 24, 36Y, 50, 51E                              |
| 2  | Árpád Vezér Általános Iskola                  | 33 | 2 10, 10A, 10Y, 11, 15, 22, 24, 34, 35, 35E, 35Y, 36, 36E, 36Y, 50 Helyközi buszok |
| 4  | Békessy Béla utca                             | 32 | 15, 22, 24, 24Y, 34, 35, 35Y, 36                                                   |
| 5  | Agrártudományi Centrum                        | 30 | 15, 22, 22Y, 24, 24Y, 34, 35, 35Y, 36, 36E Helyközi buszok                         |
| 7  | Kertváros                                     | 28 | 15, 22, 22Y, 24, 24Y, 34, 35, 35Y, 36                                              |
| 9  | Füredi út                                     | 27 | 15, 21, 22, 22Y, 24, 24Y, 33, 33E, 34, 35, 35E, 35Y, 36, 36E, A1 Helyközi buszok   |
| 10 | Tűzoltóság                                    | 26 | 15, 22, 22Y, 24, 24Y, 34, 35, 35Y, 36                                              |
| ∫  | Alföldi Nyomda                                | 25 | 15, 22, 22Y, 34, 35, 35Y, 36 Helyközi buszok                                       |
| 13 | Mester utca                                   | 24 | 2 11, 12, 15, 43                                                                   |
| 15 | Kölcsey Központ (Hunyadi János utca)          | 22 | 2 10, 10A, 10Y, 11, 13, 15, 22, 22Y, 24, 24Y, 33, 43                               |
| 17 | Kálvin tér                                    | ∫  | 1, 2 11, 15, 24, 24Y, 43                                                           |
| 19 | Burgundia utca (↓) Rákóczi utca (↑)           | 20 | 3, 3A 11, 15, 22, 22Y, 24, 24Y, 43                                                 |
| 21 | Klaipeda utca (↓) Burgundia utca (↑)          | 19 | 3, 3A, 4 15, 19, 25, 25Y, 41, 41Y, 45, 125, 125Y                                   |
| 23 | Szent Anna utca (↓) Klaipeda utca (↑)         | 17 | 15                                                                                 |
| 25 | Vágóhíd utca, felüljáró (↓) Attila tér (↑)    | 15 | 5, 5A 15, 16, 21, 30, 30A, 30N, 37, 43, A1 Helyközi buszok                         |
| 27 | Vágóhíd utca                                  | 12 | 15, 30, 30A, 30N                                                                   |
| 28 | Zsibogó                                       | 11 | 15, 30, 30A, 30N                                                                   |
| 29 | Rigó utca                                     | 10 | 15, 30, 30A, 30N Helyközi buszok                                                   |
| 30 | Bihari utca (↓) Sipos utca (↑)                | 9  | 11, 15, 30, 30A, 30N Helyközi buszok                                               |
| 32 | Borzán Gáspár utca                            | 7  | 11, 15, 30, 30A, 30N Helyközi buszok                                               |
| ∫  | Diószegi út                                   | 5  | 30, 30A, 30N, 41Y                                                                  |
| 33 | Lahner utca                                   | 4  | 41Y                                                                                |
| 34 | Lahner utca 53. (↓) Schweidel József utca (↑) | 3  | 41Y                                                                                |
| 35 | Irányi Dániel utca                            | 2  | 41Y                                                                                |
| 37 | Fiákeres utca                                 | 1  | 41                                                                                 |
| 38 | Bayk András utca végállomás                   | 0  | 41                                                                                 |

## Menetrend
- Hivatalos menetrend
- Egyszerűsített menetrend
- Összevont menetrend a józsai buszokkal
- Utazástervező